# Supinação

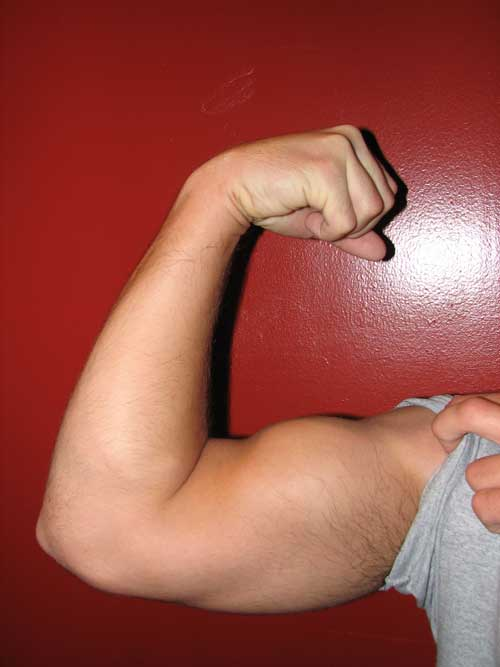
Uma flexão de braço em supinação

A supinação é o movimento de rotação do antebraço pelo qual a palma da mão torna-se superior ou anterior. Também dá-se o nome de supinação ao movimento triplanar do pé, que pode ser observado através da inversão do calcâneo. O seu oposto é a pronação.
Esse movimento consiste em rotacionar o antebraço e a mão que gira o rádio lateralmente em torno do seu eixo, eixo este longitudinal, de forma com que o dorso da mão volte-se posteriormente e sua palma, anteriormente. Se a articulação do cotovelo estiver fletida em supinação, a palma fica voltada superiormente.